# Chiesa di Santa Croce (Tempio Pausania)
La chiesa di Santa Croce  è un edificio religioso situato a Tempio Pausania, centro abitato della Gallura, nella Sardegna nord-orientale. La chiesa è ubicata nella piazza San Pietro e sorge accanto alla cattedrale di San Pietro con la quale condivide la torre campanara.
Il rinvenimento, durante un recente restauro, di una roccia affiorante posta sotto il presbiterio riportante la lettera greca Y (gamma), porta a ritenere l'origine dell'edificio molto antico, più di quella della vicina cattredrale. 
Ospitò l'omonima confraternita fino al 1813, anno in cui venne soppressa.
Ricostruita nel XVI secolo, presenta un prospetto barocco del 1830 e una navata con volta a botte in mattoni sempre ottocentesca.